# Александрс Цауня
Александрс Цауня (латис. Aleksandrs Cauņa, нар. 19 січня 1988, Даугавпілс) — латвійський футболіст, півзахисник збірної Латвії та російського клубу ЦСКА (Москва).

## Клубна кар'єра
Народився 19 січня 1988 року в місті Даугавпілс. Вихованець юнацьких команд футбольних клубів «Дінабург» та «Сконто».
У дорослому футболі дебютував 2006 року виступами за «Олімпс», в якому провів півроку, взявши участь у 10 матчах чемпіонату.
Своєю грою привернув увагу представників тренерського штабу клубу «Сконто», до складу якого приєднався влітку 2006 року. Більшість часу, проведеного у складі «Сконто», був основним гравцем команди.
З січня по липень 2009 року захищав кольори англійського «Вотфорда», що виступав у Чемпіоншіпі. Проте заграти у складі «шершнів» не зміг і влітку 2009 року повернувся до «Сконто». Цього разу провів у складі його команди два сезони, ставши одним з головних бомбардирів команди, маючи середню результативність на рівні 0,39 голу за гру першості й в останньому сезоні допоміг своєму клубу виграти чемпіонат країни.
До складу клубу ЦСКА (Москва) на правах оренди приєднався на початку 2011 року і допоміг клубу виграти Кубок Росії. Влітку 2011 року став повноцінним гравцем «армійців». Наразі встиг відіграти за московську команду 36 матчів у національному чемпіонаті.

## Виступи за збірну
2007 року дебютував в офіційних матчах у складі національної збірної Латвії. Наразі провів у формі головної команди країни 36 матчів, забивши 10 голів.

## Титули і досягнення

### Командні
- Чемпіон Латвії (1):

«Сонто Рига»: 2010
- Володар Кубка Росії (1):

ЦСКА (Москва): 2010-11

### Особисті
- Футболіст року в Латвії: 2011, 2012